# ریچارد گرینل
ریچارد گرینل (انگلیسی: Richard Grenell؛ زادهٔ ۱۸ سپتامبر ۱۹۶۶) سفیر سابق آمریکا در آلمان و کفیل اداره‌کننده اطلاعات ملی است. است. او پیشتر طولانی‌ترین دوره حضور خود در سازمان ملل متحد را به عنوان سخنگوی آمریکا ایفا کرد.

رئیس‌جمهور دونالد ترامپ به‌طور جدی ریچارد گرینل، سفیر سابق ایالات متحده در آلمان را، برای جایگزینی نیکی هیلی در سازمان ملل متحد، در نظر گرفته است.که البته در نهایت کلی کرافت به این سمت منصوب شد.وی به شدت مخالف سیاست‌های جمهوری اسلامی است.

## استعفا
«دونالد ترامپ»، رئیس‌جمهور آمریکا، در ماه فوریه ۲۰۲۰ از ریچارد گرینل خواست برای گرفتن سمت موقت ریاست سرویس مخفی این کشور به واشینگتن بازگردد. اما پس از آنکه کنگره آمریکا «جان لی رَتکلیف» را به عنوان رئیس جدید سرویس مخفی آمریکا مورد تأیید قرار داد، عملاً ریچارد گرینل دیگر نقشی در سرویس مخفی آمریکا نداشت. گرینل پیشتر به کاخ سفید اعلام کرده که نمی‌خواهد زمانی که دوره ریاستش در این نهاد اطلاعاتی به پایان می‌رسد به برلین بازگردد. گرینل در زمان تصدی پست ریاست موقت سرویس مخفی آمریکا، تغییرات متعددی در این سازمان به وجود آورد.در مه ۲۰۲۰ اعلام شد که این سفیر از منصب سفارت المان کناره‌گیری خواهد کرد. گرینل در نهایت در ۲ ژوئن ۲۰۲۰ از سمت خود استعفا کرد.

## زندگی شخصی
ریچارد گرینل یک جمهوری‌خواه است. او به عنوان همجنس‌گرا آشکارسازی کرد، و یک پارتنر به نام مت لَشی دارد. گرینل خود را یک مسیحی معرفی می‌کند.